# Tomteråsen
Tomteråsen (auch bekannt als Hvam) ist eine Ortschaft in der norwegischen Kommune Nes in der Provinz (Fylke) Akershus. Der Ort hat 722 Einwohner (Stand: 1. Januar 2024).

## Geografie
Tomteråsen ist ein sogenannter Tettsted, also eine Ansiedlung, die für statistische Zwecke als eine städtische Siedlung gewertet wird. Der Ort liegt etwas westlich der Glomma, dem längsten Fluss Norwegens. Årnes, das Verwaltungszentrum der Kommune Nes, liegt einige Kilometer weiter östlich auf der anderen Uferseite. Etwas nordöstlich von Tomteråsen liegt der Ort Neskollen. Im Norden schließt sich das Moorgebiet Herremyra an Tomteråsen an.

## Verkehr
Von Tomteråsen führt der Fylkesvei 1563 in den Nordwesten zur dort verlaufenden Europastraße 16 (E16). In den Nordosten führt der Fylkesvei 1565 und in den Süden der Fylkesvei 173.

## Bildung
In Tomteråsen befindet sich die weiterführende Schule Hvam videregående skole. Früher handelte es sich bei der Schule um eine Landwirtschaftsschule (Akershus landbruksskole).

## Name
Der für den Ort auch verwendete Name Hvam tauchte im Jahr 1335 im Zusammenhang als a Huamme auf. Der Name leitet sich vom altnordischen Wort hvammr ab, das „kleines Tal“ bedeutet. Der Begriff tritt vielerorts in Ortsnamen auf, unter anderem bei der Kommune Kvam.